# Lưu Kiều
Lưu Kiều (chữ Hán: 劉喬, 249 - 311), tên tự là Trọng Ngạn, người quận Nam Dương , là tướng lĩnh cuối đời Tây Tấn trong lịch sử Trung Quốc.

## Khởi nghiệp
Kiều thuộc dòng dõi tông thất nhà Hán, tổ tiên từng được phong An Chúng  hầu. Ông nội là Lưu Cảo, làm đến Thị trung nhà Tào Ngụy. Cha là Lưu Phụ, làm đến Trần Lưu tướng.
Kiều thiếu thời làm Bí thư lang, được Kiến uy tướng quân Vương Nhung tiến dẫn làm Tham quân, cho tham gia chiến dịch tấn công Đông Ngô. Nhung sai Kiều cùng Tham quân La Thượng vượt Trường Giang, phá Vũ Xương; sau khi trở về được thụ chức Huỳnh Dương lệnh, thăng Thái tử tẩy mã.

## Trong loạn bát vương

### Theo Giả, chống Giả
Kiều giúp phe cánh của hoàng hậu Giả Nam Phong làm tội Thái phó Dương Tuấn, được ban tước Quan Trung hầu, bái làm Thượng thư hữu thừa. Sau đó Kiều lại giúp Triệu vương Tư Mã Luân lật đổ họ Giả, dự vào việc làm tội Giả Mật, được phong An Chúng nam, dần thăng đến Tán kỵ thường thị.
Kiều được thăng Ngự sử trung thừa, vì hặc tội tâm phúc của Tề vương Tư Mã Quýnh là Đổng Ngải, bị Ngải gièm pha nên bị miễn quan, rồi được phục chức làm Đồn kỵ hiệu úy.
Trương Xương khởi nghĩa (303), Kiều ra làm Uy Viễn tướng quân, thứ sử Dự Châu, cùng thứ sử Kinh Châu Lưu Hoằng trấn áp nghĩa quân, được tiến hiệu Tả tướng quân.

### Theo Việt, chống Việt
Bộ tướng của Hà Gian vương Tư Mã Ngung là Trương Phương ép Tấn Huệ đế đi Trường An (304), Kiều tham gia liên quân giành lại hoàng đế (305). Đông Hải vương Tư Mã Việt nắm quyền chính, thừa chế chuyển Kiều làm An bắc tướng quân, Ký Châu thứ sử, lấy Phạm Dương vương Tư Mã Hao làm Dự Châu thứ sử. Kiều lấy cớ Hao không nhận mệnh của thiên tử, không chịu để ông ta thay thế, phát binh chống lại. Dĩnh Xuyên thái thú Lưu Dư gần gũi với Hao, Kiều dâng thư kể tội của Dư, Tư Mã Ngung nhận được thư, bèn tuyên chiếu sai Trấn nam tướng quân Lưu Hoằng, Chinh đông đại tướng quân Lưu Chuẩn, Bình nam tướng quân, Bành Thành vương Tư Mã Thích cùng Kiều hợp lực tấn công Hao ở Hứa Xương. Em Dư là Lưu Côn đưa quân đến cứu Hao, chưa đến thì Hao đã thua, Hao cùng Côn chạy đi Hà Bắc. Không lâu sau, Côn đưa 5000 đột kỵ vượt Hoàng Hà tấn công Kiều, ông bắt cha Côn là Phồn, dùng xe tù chở đi, chiếm cứ Khảo Thành kháng cự, nhưng không địch nổi mà tan chạy.
Kiều thua nhặt tàn quân, đồn trú Bình Thị, Tư Mã Ngung tiến ông làm Trấn đông tướng quân, Giả tiết, lấy con trưởng của ông là Lưu Hữu làm Đông quận thái thú, còn sai Lưu Hoằng, Lưu Chuẩn, Tư Mã Thích chỉ huy quân cứu viện ông. Trong thời gian này Lưu Hoằng gửi thư khuyên giải Kiều và các bên, nhưng không có kết quả.
Tư Mã Việt gửi hịch khắp nơi, soái 3 vạn giáp sĩ vào Quan đón Huệ đế, tiến quân đến huyện Tiêu. Kiều sợ, sai Lưu Hữu chống lại Việt ở Linh Bích thuộc huyện Tiêu. Lưu Côn chia quân nhắm đến Hứa Xương, được người Hứa Xương đưa vào thành. Côn từ Huỳnh Dương đi đón Việt, gặp Hữu, đánh bại và giết chết anh ta. Quân đội của Kiều tan rã, ông đưa 500 kỵ binh chạy về Bình Thị.
Sau khi Huệ đế về Lạc Dương, ban lệnh đại xá, Tư Mã Việt phục chức cho Kiều làm Thái phó quân tư tế tửu. Sau khi Việt chết (311), triều đình phục chức cho Kiều làm Đô đốc Dự Châu chư quân sự, Trấn đông tướng quân, Dự Châu thứ sử. Kiều mất khi đang ở chức, hưởng thọ 63 tuổi. Cuối thời Tấn Mẫn Đế, được truy tặng Tư không.

## Tính cách
Tề vương Tư Mã Quýnh làm Đại tư mã, rất kính trọng Kê Thiệu; mỗi khi Thiệu đến, đều xuống dưới thềm để đón. Kiều nói với Quýnh rằng: "Bùi (Ngỗi), Trương (Hoa) chịu tội chết, triều thần kiêng sợ Tôn Tú, nên không dám không nhận tài vật (tức là tài sản của Bùi, Trương). Kê Thiệu nay còn chỗ nào bị bức bách, ghen ghét, mà chứa gia súc của họ Bùi, nô tỳ của họ Trương vậy? Nhạc Ngạn Phụ (tức Nhạc Quảng) đến thăm, ngài còn chưa xuống giường, sao lại quá kính trọng Thiệu như vậy?" Quýnh bèn thôi. Thiệu hỏi Kiều rằng: "Đại tư mã sao không tiếp tục đón khách?" Kiều nói: "Bởi có chánh nhân nói rằng anh không xứng được đón." Thiệu hỏi: "Chánh nhân là ai?" Kiều nói: "Chẳng ở đâu xa!" Thiệu im lặng.
Kiều được thăng Ngự sử trung thừa. Khi ấy Đổng Ngải là tâm phúc của Tư Mã Quýnh, thế lực khuynh đảo triều đình, không ai dám chống lại. Kiều nhận chức được 2 tuần, tâu lên hặc tội của Ngải 6 lần. Ngải nói gièm khiến Thượng thư hữu thừa Cẩu Hi miễn quan chức của Kiều, sau đó ông được phục chức làm Đồn kỵ hiệu úy.

## Gia đình
- Lưu Nghệ, em trai, làm đến thái thú Thủy An
  - Lưu Thành, con trai Lưu Nghệ, làm đến Đan Dương doãn
- Lưu Hữu, con trưởng, bị Lưu Côn đánh bại và giết chết
- Lưu Đĩnh, con thứ, làm đến thái thú Dĩnh Xuyên
  - Lưu Đam, làm đến Độ chi thượng thư, Tán kỵ thường thị
    - Lưu Liễu, làm đến Từ, Duyện, Giang 3 châu thứ sử
    - Con gái, không rõ tên, được gả cho Hoàn Huyền; sau khi Huyền lên ngôi, trở thành hoàng hậu nhà Hoàn Sở